# Leo Funtek

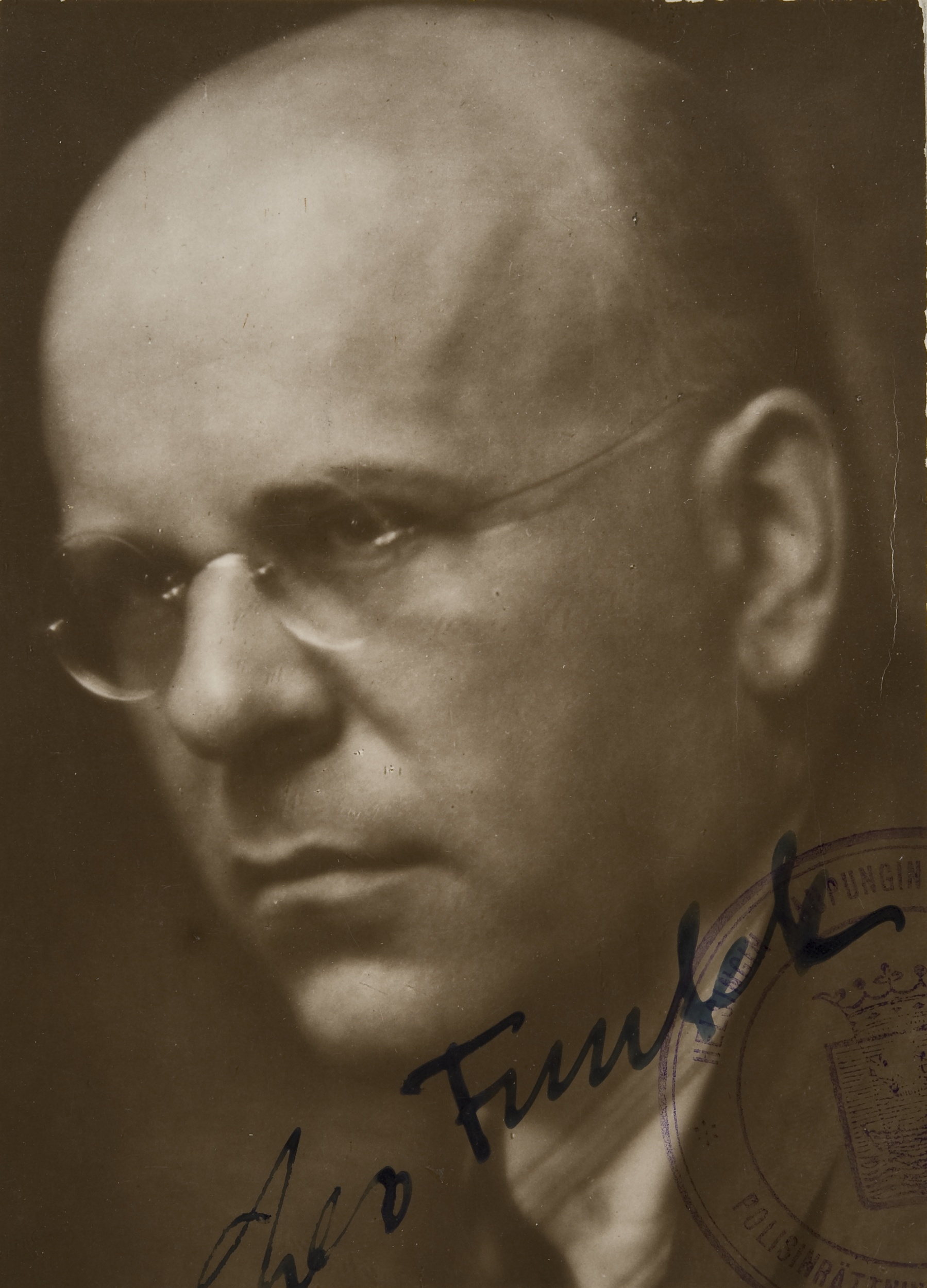
Foto von Leo Funtek

Leo Funtek (* 21. August 1885 in Laibach; † 13. Januar 1965 in Helsinki) war ein finnischer Violinist, Dirigent, Komponist und Musikpädagoge österreichischer Herkunft.

## Leben und Werk
Leo Funtek studierte von 1903 bis 1906 am Konservatorium in Leipzig. Zuvor hatte er zehn Jahre lang vom Laibacher Konzertmeister Hans Gerstner Violinunterricht erhalten. Ebenso wurde er von Musikdirektor Josef Zöhrer im Klavierspiel und in der Harmonielehre unterrichtet. Am Konservatorium belegte er Violinspiel als Hauptfach, in welchem er von Hans Sitt unterwiesen wurde. Zu seinen Leipziger Lehrern zählten ebenfalls Friedrich Hermann (Ensemblespiel), Paul Quasdorf (Theorie), Carl Wendling (Klavier) und Julius Klengel (Ensemblespiel).
1906 ging er als Konzertmeister des Philharmonischen Orchesters nach Helsinki. 1909 und 1910 war er Dirigent in Wiipuri. Ab 1919 wirkte er als Violinlehrer am Konservatorium in Helsinki. Von 1914 bis 1919 war er Konzertmeister an der Hofkapelle in Stockholm. Seit 1925 war er 1. Kapellmeister an der Finnischen Oper in Helsinki.
Leo Funtek wirkte in Helsinki auch als angesehener Musikkritiker und Konzertbegleiter. Als Dirigent setzte er sich vor allem für Anton Bruckner ein.
Er schrieb Arrangements für Klavier und für Violine und Klavier sowie zahlreiche Arrangements und Transkriptionen für Orchester, darunter eine Bearbeitung von Modest Mussorgskis Bilder einer Ausstellung.